# Provenchère (Haute-Saône)
Provenchère ist eine Gemeinde im französischen Département Haute-Saône in der Region Bourgogne-Franche-Comté.

## Geographie
Provenchère liegt auf einer Höhe von 278 m über dem Meeresspiegel, etwa zwölf Kilometer nordnordwestlich der Stadt Vesoul (Luftlinie). Das Dorf erstreckt sich im zentralen Teil des Departements, in der Talmulde der Scyotte, östlich des Saône-Tals, am Westfuß der Höhen des Bois de Breurey.
Die Fläche des 5,82 km² großen Gemeindegebiets umfasst einen Abschnitt im Bereich der gewellten Landschaft östlich des Saônetals. Der zentrale Teil des Gebietes wird von der Talmulde der Scyotte eingenommen, die oberhalb des Dorfes entspringt und für die Entwässerung nach Südwesten zur Saône sorgt. Die Niederung weist eine Breite von ungefähr einem Kilometer auf und liegt durchschnittlich auf 270 m. Flankiert wird das Tal auf seiner Westseite von einem Plateau, das zum Tal der Saône überleitet. Hier herrscht landwirtschaftliche Nutzung vor. Im Norden und Osten wird die Mulde von den waldigen Höhen des Bois de Breurey umgeben. Mit 364 m wird hier die höchste Erhebung von Provenchère erreicht. In geologisch-tektonischer Hinsicht besteht das Gelände aus einer Wechsellagerung von sandig-mergeligen und kalkigen Sedimenten der unteren Jurazeit (Lias). Im Bois de Breurey tritt auch Muschelkalk zutage.
Nachbargemeinden von Provenchère sind Fleurey-lès-Faverney im Norden, Breurey-lès-Faverney und Auxon im Osten, Bougnon im Süden sowie Villers-sur-Port im Westen.

## Geschichte
Im Mittelalter gehörte Provenchère zur Freigrafschaft Burgund und darin zum Gebiet des Bailliage d’Amont. Durch eine Schenkung ging das Dorf 1276 an das Kloster Faverney über. Im 15. Jahrhundert wurde hier ein Minoritenkonvent gegründet. Zusammen mit der Franche-Comté gelangte Provenchère mit dem Frieden von Nimwegen 1678 definitiv an Frankreich. Heute ist Provenchère Mitglied des Gemeindeverbandes Terres de Saône.

## Sehenswürdigkeiten
Die Kirche Saint-Valbert wurde 1759 im klassizistischen Stil erbaut und besitzt Mobiliar, Täfelungen im Louis-XV-Stil und Gemälde aus dem 18. Jahrhundert. Neben der Kirche steht ein Kalvarienberg, der auf 1763 datiert ist. 

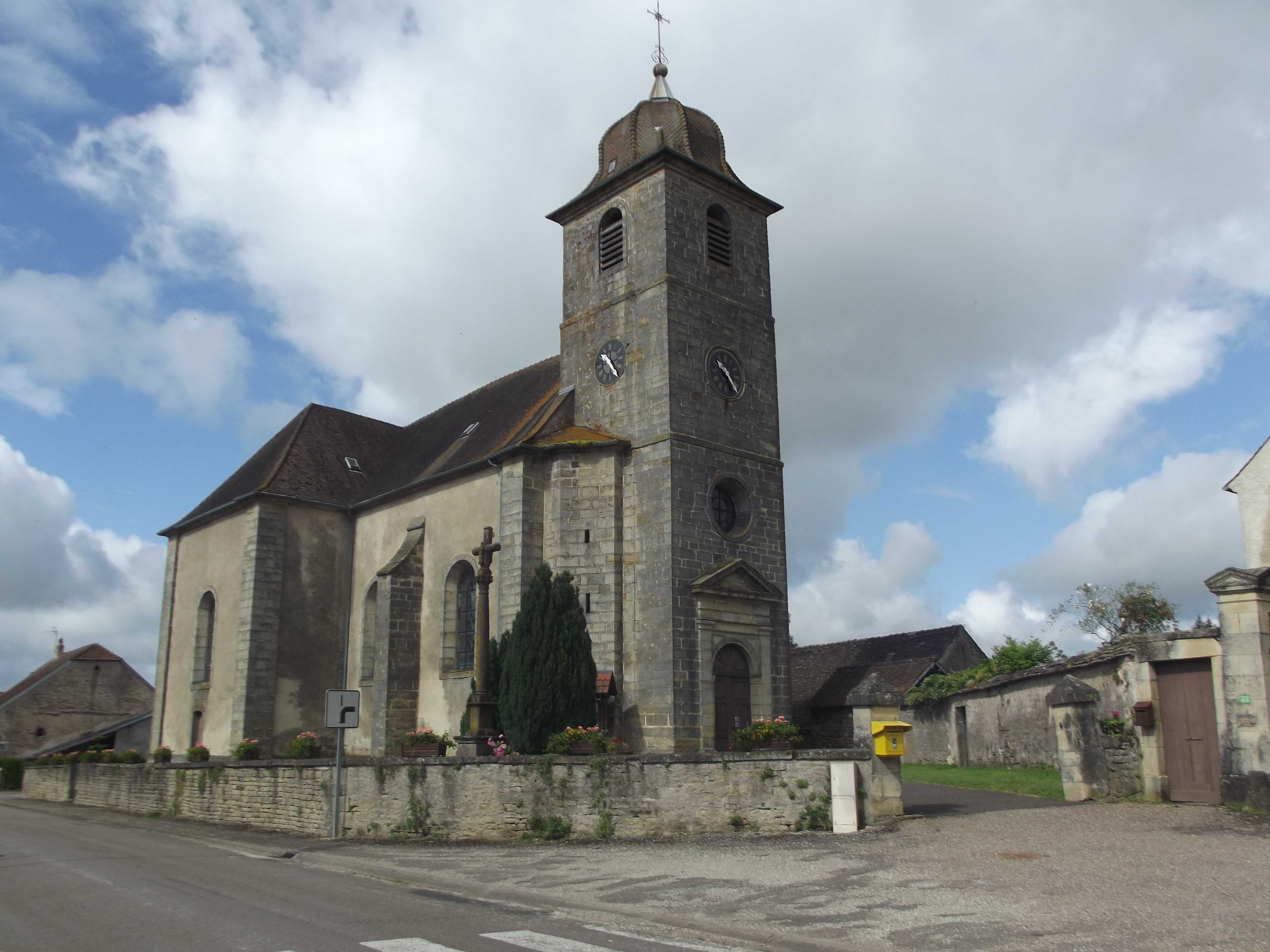
Kirche Saint-Valbert
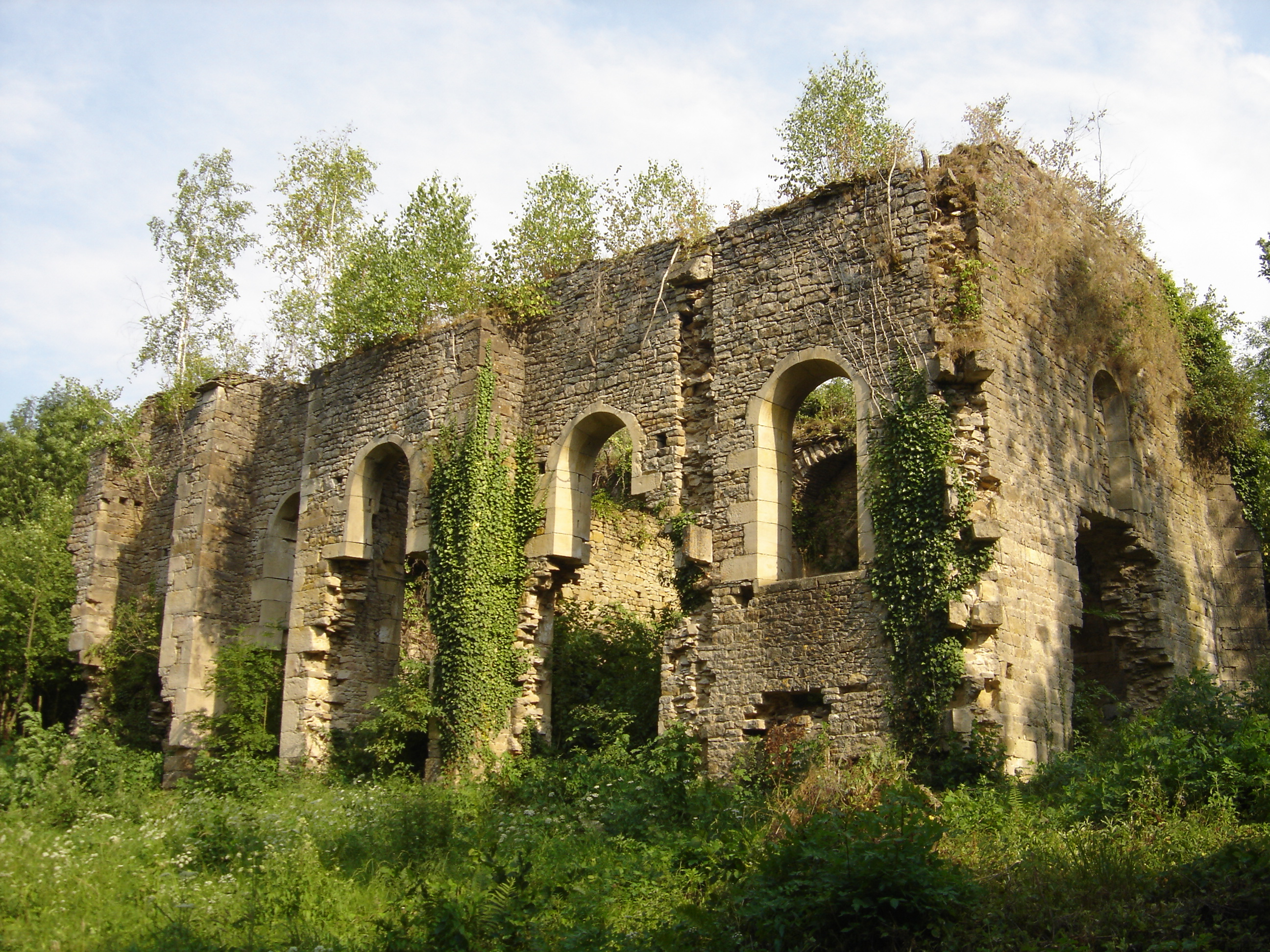
Ruinen des Klosters in Provenchère
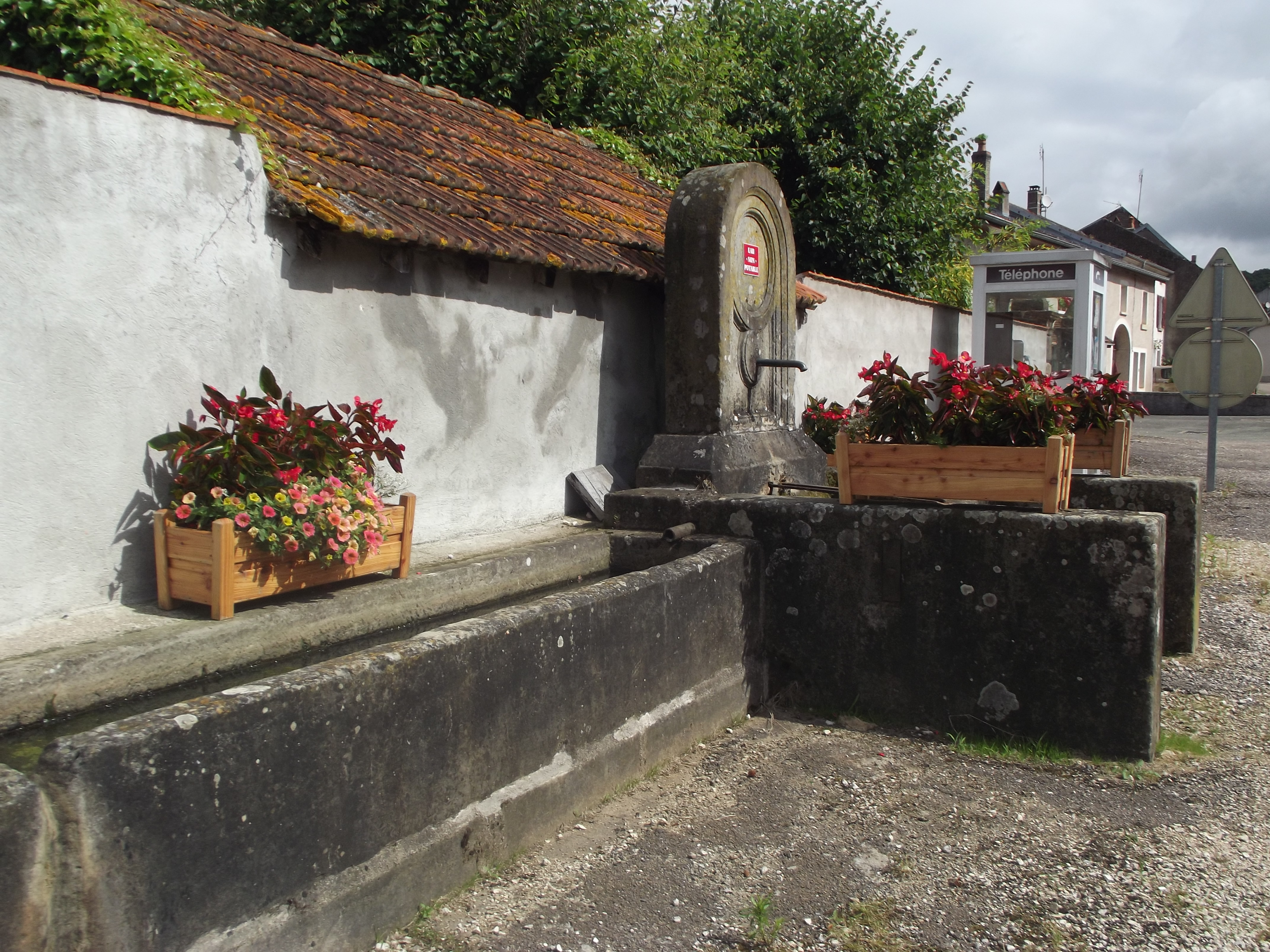
Fontaine de la cure
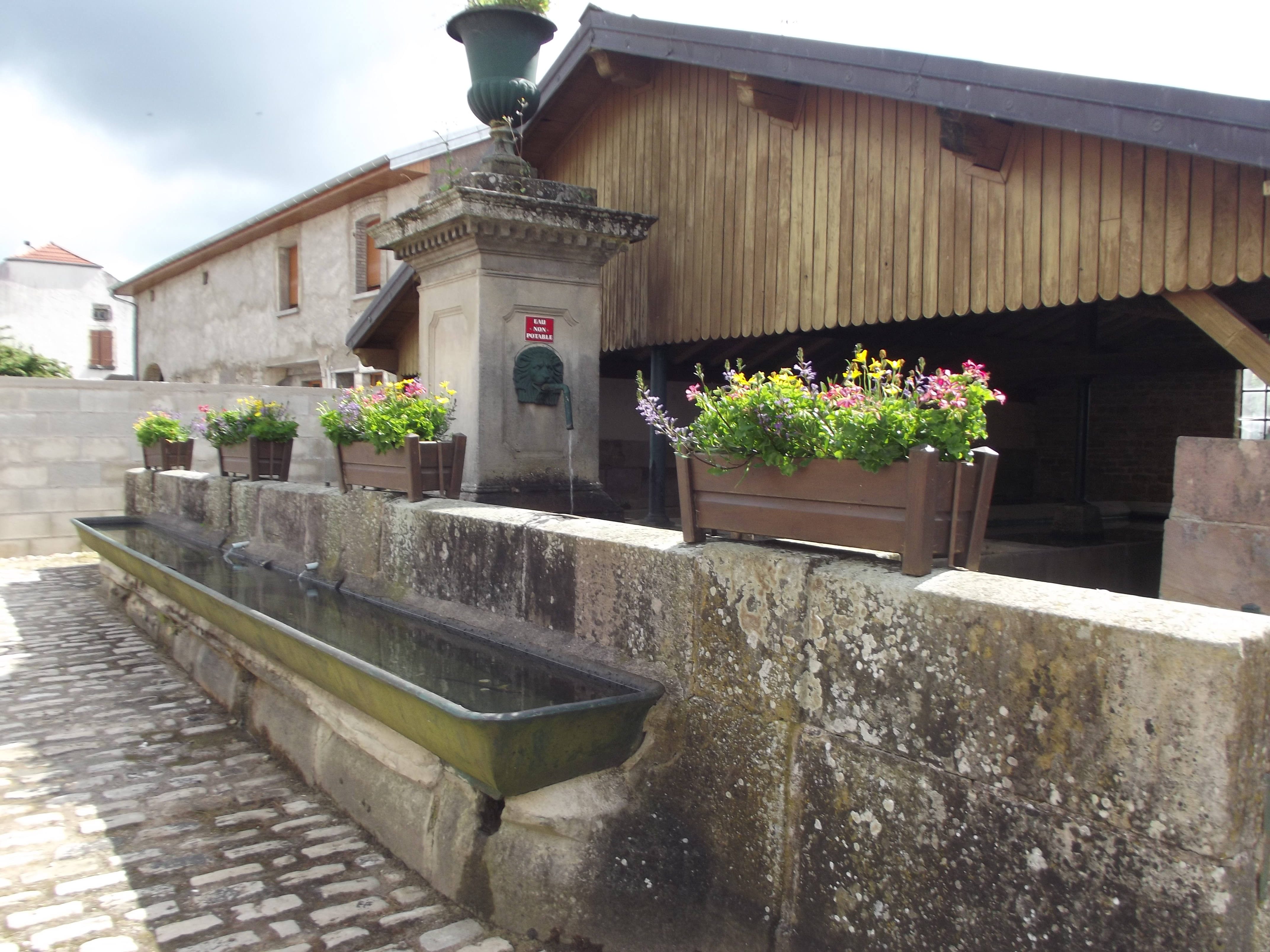
Lavoir

Vom ehemaligen Minoritenkloster sind Konventsgebäude aus dem 18. Jahrhundert und Ruinen der Kapelle erhalten. Die Mairie (Gemeindeverwaltung) befindet sich in einem ehemaligen Herrenhaus.

## Bevölkerung
| Jahr                       | 1962 | 1968 | 1975 | 1982 | 1990 | 1999 | 2006 |
| Einwohner                  | 161  | 170  | 141  | 198  | 216  | 207  | 261  |
| Quellen: Cassini und INSEE |      |      |      |      |      |      |      |

Mit 238 Einwohnern (1. Januar 2022) gehört Provenchère zu den kleinen Gemeinden des Département Haute-Saône. Nachdem die Einwohnerzahl in der ersten Hälfte des 20. Jahrhunderts deutlich abgenommen hatte (1891 wurden noch 326 Personen gezählt), wurde seit Mitte der 1970er Jahre wieder ein kräftiges Bevölkerungswachstum verzeichnet.

## Wirtschaft und Infrastruktur
Provenchère war bis weit ins 20. Jahrhundert hinein ein vorwiegend durch die Landwirtschaft (Ackerbau, Obstbau und Viehzucht) und die Forstwirtschaft geprägtes Dorf. Heute gibt es verschiedene Betriebe des lokalen Kleingewerbes, vor allem in der Branche Holzverarbeitung. In den letzten Jahrzehnten hat sich das Dorf zu einer Wohngemeinde gewandelt. Viele Erwerbstätige sind deshalb Wegpendler, die in der Agglomeration Vesoul ihrer Arbeit nachgehen.
Die Ortschaft liegt abseits der größeren Durchgangsachsen an einer Departementsstraße, die von Port-sur-Saône nach Breurey-lès-Faverney führt. Eine weitere Straßenverbindung besteht mit Bougnon.